# Filippo Cettolin
Filippo Cettolin, né le 23 juin 2006, est un coureur cycliste italien.

## Biographie
Filippo Cettolin est formé au Vélo Club de San Vendemiano. Décrit comme un bon sprinteur, il se distingue dans les catégories de jeunes en accumulant les victoires. Il remporte notamment douze courses en 2022, dont le championnat national d'Italie. Ses succès l'amènent à devenir l'un des principaux espoirs du cyclisme vénétien. Son frère aîné Matteo est lui aussi coureur cycliste,.
En 2023, il s'impose à plusieurs reprises sur le circuit italien chez les juniors. La même année, il est sélectionné en équipe nationale pour participer aux championnats du monde juniors. Il termine par ailleurs neuvième de la dernière étape du Trophée Centre Morbihan. Lors de la saison 2024, il remporte le Giro di Primavera, une course internationale inscrite au calendrier de l'UCI. Il obtient également de nouvelles places d'honneur dans des compétitions nationales. 
Grâce à ses performances, il signe un premier contrat professionnel de quatre ans avec la structure VF Group-Bardiani CSF-Faizané, qu'il doit rejoindre en 2025. Comme d'autres jeunes de l'équipe, il doit bénéficier d'un programme aménagé, qui comprend beaucoup d'épreuves réservées aux espoirs.

## Palmarès
- 2022
  -  Champion d'Italie sur route U17
  - 3e de la Coppa d'Oro
- 2023
  - 2e du Trofeo San Rocco
- 2024
  - Giro di Primavera
  - 3e du championnat d'Italie du contre-la-montre par équipes juniors